# Icteranthidium sinapinum
Icteranthidium sinapinum là một loài Hymenoptera trong họ Megachilidae. Loài này được Cockerell mô tả khoa học năm 1911.